# الکس بند
الکساندر مکس بند (به انگلیسی: Alexander Max Band) زاده ۸ ژوئن ۱۹۸۱، خواننده، ترانه‌سرا ،نوازنده، تهیه‌کننده موسیقی و بازیگر آمریکایی است که بیشتر بخاطر فعالیتش با گروه د کالینگ و آهنگ معروف "Wherever You Will Go" شناخته می‌شود. که به مدت ۲۳ هفته در رده ۴۰ بزرگسالان قرار گرفت و از آن به عنوان دومین شماره طولانی در چارت معرفی شد و بعداً آهنگ شماره یک دهه ۲۰۰۰ را در فهرست بزرگسالان پاپ توسط مجله بیلبورد بخود اختصاص داد. اولین آلبوم آنها "Camino Palmero" در ژوئیه ۲۰۰۱ منتشر شد و موفقیت تجاری داشت.

## اوایل زندگی
الکس بند در لس آنجلس، کالیفرنیا، در یک خانواده اهل هنر به دنیا آمد. پدرش چارلز بند، کارگردان مشهور فیلم‌های ترسناک است. پدربزرگ او آلبرت بند نیز یکی دیگر از کارگردانان شناخته شده بود. پدرش یهودی است و مادرش مسیحی است. پدر و مادر او هر دو در ایتالیا بزرگ شدند و آنها دارای قلعه ای در گیو، آمبریا بودند. بند به چندین مضمون معنوی را اعتقاد دارد.
در سن جوانی، پدر و مادر گروه طلاق گرفتند و پدرش دوباره ازدواج کرد. او با دو برادر ناتنی خود، هارلان و زالمان، و خواهرش تارین بزرگ شد. در سال ۲۰۲۰، برادر ناتنی کوچکترش هارلان پس از بیش از یک دهه مبارزه با اعتیاد درگذشت. مادرش پس از طلاق والدینش به آلمان نقل مکان کرد و در آنجا ازدواج مجدد کرد و همچنان اقامت دارد. بند در آن زمان حدود ۸ سال داشت. وی پس از انتقال خود صاحب سه پسر شد که باند سرانجام هنگام گشت و گذار در آلمان با آنها آشنا شد. تک آهنگ «ممکن است سخت‌تر باشد» برخی از احساسات او نسبت به حرکت مادرش را توضیح می‌دهد.

## زندگی شخصی
بند در حال حاضر در لس آنجلس اقامت دارد.
گروه در ۲۵ ژوئیه ۲۰۰۴ با بازیگر زن جنیفر اسکای ازدواج کرد. این زوج در سال ۲۰۰۹ از هم جدا شدند. در فوریه ۲۰۱۰، وی با کریستین بلنفورد نامزد شد. او در موزیک ویدیوها برای آهنگهای «امشب» و «سرخوشی» ظاهر شد. آنها در اول ماه مه ۲۰۱۱ ازدواج کردند و در آوریل ۲۰۱۲ طلاق گرفتند.
بند در اکتبر ۲۰۱۳ با دوست دختر خود، شینا وبر ازدواج کرد که در حساب توییتر هرکدام تأیید شد. از طریق توییتر، الکس در اوایل سال ۲۰۱۶ تأیید کرد که او و شاینا در تابستان در انتظار اولین فرزند خود هستند. پسر آنها، مکس بوئی بند، در ۳ سپتامبر ۲۰۱۶ متولد شد.
گزارش شده‌است که بند در ۱۸ اوت ۲۰۱۳ توسط دو مرد ربوده شد که وی را مورد سرقت قرار داده، به شدت مورد ضرب و شتم قرار داده و در ریل قطار در لاپیر، میشیگان ریخت. وی را به یک اورژانس در بیمارستان مجاور منتقل کردند و در آنجا معالجه و مرخص شد.

## ترانه‌شناسی

### آلبوم‌های استودیویی
| نام                  | مشخصات آلبوم                                | جایگاه در چارت | جایگاه در چارت | جایگاه در چارت | جایگاه در چارت | جایگاه در چارت |
| نام                  | مشخصات آلبوم                                | US             | US Heat.       | AUT            | GER            | SWI            |
| -------------------- | ------------------------------------------- | -------------- | -------------- | -------------- | -------------- | -------------- |
| We've All Been There | - زمان انتشار: ۲۹ ژوئن ۲۰۱۰ - ناشر: AMB/EMI | —              | ۴۲             | ۱۷             | ۱۲             | ۴۶             |

### مینی آلبوم‌ها
| نام             | مشخصات آلبوم                                               |
| --------------- | ---------------------------------------------------------- |
| Alex Band EP    | - انتشار: می ۲۰۰۸ (US Edition), ژوئن ۲۰۰۸ (Brazil Edition) |
| After the Storm | - انتشار :۲۲ می، ۲۰۱۲ - ناشر: Killer Tracks                |